# Манфред Шморде
Манфред Шморде (нім. Manfred Schmorde, 18 вересня 1946) — німецький академічний веслувальник.
Бронзовий призер Олімпійських Ігор 1972 року в складі вісімки.
Срібний призер Чемпіонату світу 1970 року в складі розпашної двійки зі стерновим.
Срібний призер Чемпіонату Європи 1971 року в складі розпашної четвірки зі стерновим.